# De reiziger
De Reiziger (in het Verenigd Koninkrijk uitgegeven onder de naam Cross Stitch en in de Verenigde Staten onder de naam Outlander) is het eerste boek in de gelijknamige achtdelige serie van de Amerikaanse schrijfster Diana Gabaldon. Het vertelt het verhaal van twee personages, Claire Randall (geboren Beauchamp) en James Alexander Malcolm MacKenzie Fraser, in het 18de- en 20ste-eeuwse Schotland. Het boek won onder andere de RITA Award voor Best romance novel (1991).
Het boek behoort tot zowel het romantische, het historische als het fantastische genre. Dit laatste vanwege het tijdreizen, dat een belangrijke rol speelt in het boek en Claire van 1945 terugstuurt naar de 18de eeuw. 
De oorspronkelijke Engelstalige reeks bevat een boek dat Voyager heet. Dit echter is niet het eerste maar het derde boek.

## Inhoud
Vlak na de Tweede Wereldoorlog reizen Claire en haar echtgenoot Frank naar Inverness om er de draad van hun huwelijk terug op te pakken. Ze hebben elkaar al zes jaar niet meer gezien. Frank, een veteraan, en Claire, een verpleegster, groeien langzaam terug naar elkaar toe wanneer Claire verdwijnt tussen de stenen van een oude henge. Ze komt terecht in het 18e-eeuwse Schotland, waar ze door Schotse mannen van de clan MacKenzie naar het kasteel van de clanchief wordt gebracht. 
Het verhaal concentreert zich voornamelijk op haar groeiende relatie met James "Jamie" Fraser, met wie ze genoodzaakt is te trouwen als de Engelse commandant Jack Randall (een voorouder van haar echtgenoot Frank) haar volgens de Engelse wetten wil ondervragen.